# Phyllonorycter incanella
Phyllonorycter incanella là một loài bướm đêm thuộc họ Gracillariidae. Nó được tìm thấy ở Hoa Kỳ (California, Maine và Arizona).
Sải cánh dài khoảng 9 mm.
Ấu trùng ăn Alnus species, bao gồm Alnus incana và Alnus rhombifolia. Chúng ăn lá nơi chúng làm tổ.